# 興州 (陝西省)
興州（こうしゅう）は、中国にかつて存在した州。南北朝時代から南宋にかけて、現在の陝西省略陽県一帯に設置された。

## 魏晋南北朝時代
北魏により設置された東益州を前身とする。553年（廃帝2年）、西魏により興州と改称された。

## 隋代
隋初には、興州は2郡4県を管轄した。583年（開皇3年）、属郡の順政郡と落叢郡が廃止され、興州に統合された。605年（大業元年）、康州修城県が編入され、5県を管轄した。607年（大業3年）に州が廃止されて郡が置かれると、興州は順政郡と改称され、下部に4県を管轄した。隋代の行政区分に関しては下表を参照。
| 隋代の行政区画変遷 | 隋代の行政区画変遷 | 隋代の行政区画変遷 | 隋代の行政区画変遷 | 隋代の行政区画変遷 | 隋代の行政区画変遷          |
| 区分               | 開皇元年           | 開皇元年           | 開皇元年           | 区分               | 大業3年                     |
| ------------------ | ------------------ | ------------------ | ------------------ | ------------------ | --------------------------- |
| 州                 | 興州               | 興州               | 康州               | 郡                 | 順政郡                      |
| 郡                 | 順政郡             | 落叢郡             | 広業郡             | 県                 | 順政県 鳴水県 長挙県 修城県 |
| 県                 | 漢曲県 霊道県      | 落叢県 長挙県      | 広長県             | 県                 | 順政県 鳴水県 長挙県 修城県 |

## 唐代以降
618年（武徳元年）、唐により順政郡は興州と改められた。742年（天宝元年）、興州は順政郡と改称された。758年（乾元元年）、順政郡は興州と改称された。興州は山南西道に属し、順政・長挙・鳴水の3県を管轄した。
1207年（開禧3年）、南宋により興州は沔州と改称された。沔州は利州路に属し、略陽・長挙の2県を管轄した。
元のとき、沔州は広元路に属し、鐸水・大安・略陽の3県を管轄した。
1374年（洪武7年）、明により沔州は廃止され、沔県と改められた。